# 花姐貴姓
《花姐貴姓》（英語：Samantha Who?）是一部美國電視情景喜劇，於2007年10月15日在美國廣播公司(ABC)首播，直至2009年7月23日播放完畢。此劇由Cecelia Ahern和Don Todd所創作，他們同時身兼此劇的製作人。儘管第一季播放時有極高的收視率，但此劇於第二季開始失勢，並流失了大量觀眾。於是在2009年5月，ABC宣佈取消此劇。

## 劇情大要
此劇圍繞著一名30歲的女性，Samantha Newly（由克里斯蒂娜·艾伯盖特所飾演）。她是一所房地產公司的副總裁，她在一次肇事者不顧而去的交通意外後失憶。當她醒過來時，她發現自己在意外前是十分自私及令人討厭。因此，她想作出彌補，包括為她那對不正常的父母，Howard（由凱文·鄧恩飾演）和Regina（由琼·斯马特飾演）做一個好的女兒；為自我中心的Andrea（由珍妮弗·艾斯波西多飾演）和貪心但善良的Dena（由梅丽莎·麦卡西飾演）做一個好的朋友；為室友、前男友Todd（由巴里·華生飾演）做一個好的女朋友。而Samantha困惑的門衛，Frank（由蒂姆·拉斯飾演）正冷眼旁觀著Samantha的轉變。

## 演員
- 克里斯蒂娜·艾伯盖特 - 飾 Samantha Newly
- 珍妮弗·艾斯波西多 - 飾 Andrea Belladonna
- 凱文·鄧恩 - 飾 Howard Newly
- 梅麗莎·麥卡西 - 飾 Dena
- 蒂姆·拉斯（英语：Tim Russ） - 飾 Frank
- 巴里·華生	- 飾 Todd Deepler
- 琼·斯马特 - 飾 Regina Newly

## 美國電視收視率

### 標準收視率
- 對最初六集的花姐貴姓而言，該劇獲得了在前兩個電視季一直由男人兩個半保有的最高情境喜劇收視率。
- 花姐貴姓最初的七集在2007-08年美國電視季的初次放映期間是收視率最高的情境喜劇。 （页面存档备份，存于）

由於沒有有力的開場（由與星共舞（Dancing with the Stars）提供），以及和另一個失敗的ABC喜劇母愛真偉大（In the Motherhood）排在一起，花姐貴姓第二季的收視率掉到大約四百萬觀賞人次的低潮。

## 來源
1. ↑  Samantha Who? at The Futon Critic; last accessed June 13, 2007
2. ↑  . The Hollywood Reporter. 2006-05-26  [2007-12-02]. （原始内容存档于2006-12-08）.
3. ↑  . The Hollywood Reporter. 2007-05-25  [2007-12-02]. （原始内容存档于2007-05-28）.
4. ↑  Andreeva, Nellie. . The Hollywood Reporter. 2007-10-25  [2007-12-01]. （原始内容存档于2007-10-25）.

## 外部連結
- 互联网电影数据库（IMDb）上《Samantha Who?》的资料（英文）